# باریکک
باریکک (به لاتین: Barikak) یک منطقهٔ مسکونی در افغانستان است که در ولایت بامیان واقع شده‌است.